# Sanda (Écosse)
Pour les articles homonymes, voir Sanda.
Ne doit pas être confondu avec Sanday ou Sandray.
Sanda est une île d'Écosse située dans la mer d'Irlande et faisant partie du Council Area d'Argyll and Bute.

## Histoire
Au Moyen Âge, Sanda était connue pour être un refuge de fuyards et de contrebandiers grâce à sa crique abritée et la présence d'eau douce.
Les sagas norvégiennes font mention de l'île et elle fut conquise par un viking du nom de Magnus Barefoot en 1093. Les danois l'on appelée Haaven et les romains Avona Porticosa. Elle fut aussi appelée Aven, Sanderey, An Spain (la cuillère) et Abhuinn (le courant).
Avec la christianisation de l'Écosse, des moines de Whithorn dans le Galloway prennent possession de l'île et y bâtissent une chapelle consacrée à Saint Adomnan et visitée plus tard par Saint Ninian, tous disciples de Saint Colomba.
En 1493, les moines abandonnent Sanda et l'histoire de l'île reste associé à celle du clan MacDonald et leur lutte contre les Anglais. 
En 1720, l'île, qui sert de pâturage pour moutons, est utilisée comme lieu de quarantaine pour un bateau de pêche dont l'équipage est suspecté d'avoir le choléra.
En 1850, Alan Stevenson, un ingénieur bâtisseur de phares, en construit un à la pointe méridionale de l'île.
57 personnes vivent sur l'île en 1871 avec la pêche, l'agriculture et l'entretien du phare.
En 1929, les MacDonald vendent Sanda qui devient privée à la famille Russel qui en reste propriétaire pendant 50 ans. En 1969, Jack Bruce la rachète et elle change de mains plusieurs fois : un financier du nom de James Gulliver en 1976, M. Changezie en 1979 et enfin l'actuel propriétaire, M. Gannon, en 1989.
Depuis 1989, l'île n'est habitée que par un seul habitant. Dans le recensement écossais de 2001, Sanda fait partie des quatre îles Britanniques qui ne comportent qu'un seul habitant.
L'île est réputée pour les ruines de la chapelle dédiée à Saint Ninian, pour ses croix celtiques et pour son « puits saint ».

## Géographie
Sanda est situé à l'extrémité de la péninsule de Kintyre.
Deux petites île désertes dépendent de Sanda : Sheep island et Glunimore.

## Écologie
L'île est un lieu de passage et de nichée important pour les oiseaux migrateurs. L'observatoire ornithologique de Sanda fut le premier à s'installer sur la côte occidentale de l'Écosse.

## Philatélie
Dans les années 1960, la famille Russel a commencé à émettre les premiers timbres de Sanda. Ils sont imprimés par Malcolm Kelly de Girvan et ont pour légende Sanda island.
En 1970, un timbre est émis en l'honneur de Jack Bruce, alors propriétaire de l'île.
Le 7 juin 2004, Sanda émet quatre nouveaux timbres avec pour sujet le phare (valeur faciale : £1), la taverne (75p), une vue aérienne de Sanda (50p) et un macareux (25p). À l'occasion, un premier jour est organisé avec l'émission d'une enveloppe regroupant les quatre timbres et deux cachets d'oblitération représentant une carte de l'île et un autre représentant le phare de l'île.
L'île possède sa propre boîte postale dont le courrier est relevé tous les mercredis.
Les timbres de Sanda ne sont pas reconnus par l'UPU et sont donc illégaux. Néanmoins, ils sont tolérés par les postes britanniques, du moins le transport jusqu'au continent.